# Zieve-Syndrom
Das Zieve-Syndrom ist gekennzeichnet durch eine Symptomtrias aus:
- Hyperlipidämie
- hämolytische Anämie und
- alkoholtoxischem Leberschaden mit Ikterus.

Erkrankte haben zudem oft rechtsseitige Oberbauchschmerzen. Das Syndrom ist meistens Folge exzessiven Alkoholkonsums.
Therapiert wird es durch Alkoholkarenz und durch kohlenhydratreiche und fettarme Kost.
Das Syndrom wurde 1958 durch Leslie Zieve beschrieben.